# Sé e São Pedro
Sé e São Pedro ist eine ehemalige Gemeinde (Freguesia) der portugiesischen Stadt Évora. Die Gemeinde hatte 1687 Einwohner (Stand 30. Juni 2011).
Am 29. September 2013 wurden die Stadtgemeinden Sé e São Pedro, Santo Antão und Évora (São Mamede) zur neuen Innenstadtgemeinde União das Freguesias de Évora (São Mamede, Sé, São Pedro e Santo Antão) zusammengeschlossen.